# Elisabeth Isaksson
Elisabeth Isaksson es una glacióloga y geóloga sueca,  investigadora de  la historia del clima polar sobre la base de núcleos de hielo. También sobre polución en nieve y hielo en la isla noruega de Svalbard y ha participado en proyectos europeos galardonados, sobre cambio de clima antártico.

## Educación
En 1986, se graduó en geociencias por la Universidad de Umeå. Licenciada por la Universidad de Estocolmo y un M.sc. por la de Maine en 1991. Defendió una tesis de registros climáticos de núcleos de hielo superficial, Dronning Maud Tierra, Antártida, En 1994 se le otorgó un Ph.D. por la Universidad de Estocolmo.

## Carrera
Fue investigadora asistente en proyectos antárticos en la Universidad de Estocolmo (1988–1995), antes de devenir glacióloga en el Instituto Polar Noruego en febrero de 1995, una posición que mantiene; y es hoy directora del Departamento de Geología y Geofísica. Desde entonces (2001) ha trabajado sobre los registros de hielo de núcleo de Lomonsovfonna en Svalbard, contribuyendo a un número de artículos de cambio de clima sobre los pasados 800 años.
Gracias a cambios en actitudes hacia la aceptación de mujeres en el campo desde los 1990s, Isaksson ha sido capaz de trabajar como glacióloga por más de 25 años. Mientras trabajaba en su doctorado con la supervisión de Wibjörn Karlén,  emprendió estudios en Kebnekaise, la montaña más alta de Suecia. En el Instituto Polar noruego,  ha contribuido a investigar cambios de clima en el Holoceno en la Antártida de núcleos de hielo y sedimentos marinos, lluvia radiactiva sobre el territorio de Noruega, y trabajo colaborativo con EE. UU. sobre la variabilidad del clima en el este de la Antártida. Ha sido participante clave en el Proyecto europeo EPICA de clima antártico, el cual recibió el Premio Descartes en 2007.

## Vida personal
En 1990, se casó con el estadounidense glaciólogo Jack Kohler de Filadelfia quién es también empleado del Instituto Polar noruego. Tienen dos niños. Su casa se halla en Tromsø en el norte de Noruega.